# Inspektor Barbarotti
Inspektor Barbarotti (Alternativ-Titel: Håkan Nesser's Inspektor Barbarotti) ist eine von Trebitsch Entertainment im Auftrag der ARD Degeto produzierte deutsche Krimiserie für Das Erste. Die Miniserie basiert auf der gleichnamigen Romanreihe von Håkan Nesser. Nach dem vorläufigen Ende des Zyklus um den kühl-rationalen Kommissar Van Veeteren ersann Nesser die Rolle des erfrischenden Inspektors Barbarotti, von denen es bislang nur zwei Episoden gibt.
Die erste Folge „Mensch ohne Hund'“ wurde am 10. Juni 2010 von Das Erste gesendet. Die zweite Episode „Verachtung'“ (Buchtitel: Eine ganz andere Geschichte) folgte knapp ein Jahr später am 14. April 2011.
Gedreht wurden beide Serienteile in der Fjordlandschaft Norwegens.

## Handlung
Protagonisten der Serie sind Inspektor Gunnar Barbarotti und seine Kollegin Eva Backman, in der ersten Folge gespielt von Sylvester Groth und Nina Kronjäger, die in schwedischer Idylle Mordfälle aufklären. Barbarotti ist Atheist und führt eine Gott-Existenz-Strichliste. Er ist ein lebensfroher Italo-Schwede, Mitte vierzig, der sein Leben nicht im Griff hat, sondern sich von ihm gegriffen fühlt. Seine Ehe ging vor Jahren in die Brüche, die beiden Söhne wollen lieber bei der Mutter leben und seine Tochter Sara (Henriette Confurius) pubertiert.
Der erste Fall führt Barbarotti in das pittoreske Dorf Kymlinge, wo nach einer großen familiären Geburtstagsfeier nacheinander zwei Familienmitglieder spurlos verschwunden sind.
In seinem zweiten Fall erhält Barbarotti einen anonymen Brief, in dem die Ermordung einer Frau angekündigt wird. Nach deren Tod folgt die schriftliche Androhung eines zweiten Mordes. Dann werden noch zwei weitere Taten schriftlich ankündigt. Und auch Barbarotti wird in einem Brief gedroht ihn umzubringen.
In der zweiten Episode werden Barbarotti von Anders W. Berthelsen und Kollegin Eva Backman von Trine Dyrholm gespielt. Auch der Ton hat sich in der zweiten Folge verändert. Barbarotti ist nun weniger verkopft, er hadert weniger mit sich, dafür mehr mit den Umständen, in denen er sich befindet. Die beiden Hauptfiguren wirken jetzt etwas fleischiger, geerdeter. Auch auf der Bildebene kommt der zweite Teil etwas düsterer daher.

## Besetzung und Synchronisation
| Rollenname                  | Schauspieler             | Folgen |
| --------------------------- | ------------------------ | ------ |
| Inspektor Gunnar Barbarotti | Sylvester Groth          | 1      |
| Inspektor Gunnar Barbarotti | Anders W. Berthelsen     | 2      |
| Eva Backman                 | Nina Kronjäger           | 1      |
| Eva Backman                 | Trine Dyrholm            | 2      |
| Sara Barbarotti             | Henriette Confurius      | 1–2    |
| Marianne Grimberg           | Suzan Anbeh              | 1–2    |
| Clara Grimberg, Anna Palme  | Kari Kleiv               | 1, 2   |
| Karl-Erik Hermansson        | Vadim Glowna             | 1      |
| Rosemarie Hermansson        | Marie-Anne Fliegel       | 1      |
| Jacob Willnius              | Filip Peeters            | 1      |
| Kristina Willnius           | Johanna-Christine Gehlen | 1      |
| Leif Grundt                 | Steffen Münster          | 1      |
| Ebba Grundt                 | Judith Engel             | 1      |
| Kristoffer Grundt           | Theo Trebs               | 1      |
| Ôlle Rimborg                | Martin Glade             | 1      |
| Jane Almgren                | Claudia Geisler-Bading   | 1      |
| Jens Lindewall              | Christian Blümel         | 1      |
| Maggie                      | Dagmar Sachse            | 1      |
| Linda Eriksson              | Nina Hoger               | 1      |
| Annica Willnius             | Ute Willing              | 1      |
| Milla Markovic              | Kasia Borek              | 1      |
| Yann                        | Sandro Lutyens           | 1      |
| Bartender                   | Birger Berntsen          | 1      |
| Axel                        | Andreas Maria Schwaiger  | 2      |
| Kalle / Ole Borg            | Godehard Giese           | 2      |
| Roffe                       | Markus John              | 2      |
| Sundblad                    | Martin Ontrop            | 2      |
| Björn                       | Carsten Strauch          | 2      |
| Susanna                     | Annedore Kleist          | 2      |
| Polizistin                  | Judith Hoersch           | 2      |

Für die deutschsprachige Synchronisation sind bei synchronkartei.de zwei Angaben zur zweiten Episode zu finden.
| Rollenname                  | Schauspieler         | Folgen | Synchronsprecher  |
| --------------------------- | -------------------- | ------ | ----------------- |
| Inspektor Gunnar Barbarotti | Anders W. Berthelsen | 2      | Torsten Michaelis |
| Eva Backman                 | Trine Dyrholm        | 2      | Arianne Borbach   |

## Episodenliste
| Nr. | Originaltitel    | Erstausstrahlung Deutschland | Regie         | Drehbuch   |
| --- | ---------------- | ---------------------------- | ------------- | ---------- |
| 1 | Mensch ohne Hund | 10. Juni 2010                | Jörg Grünler  | Serkal Kus |
| Die Familienmitglieder der Hermanssons treffen sich zu einer Geburtstagsfeier in dem idyllischen schwedischen Dorf Kymlinge. Am nächsten Morgen ist Sohn Walter, seit einem obszönen Fernsehauftritt landesweit bekannt, spurlos verschwunden. Kurz darauf wird auch der Vorzeigeenkel Henrik vermisst. Besteht zwischen beiden Fällen ein Zusammenhang?                    |                  |                              |               |            |
| 2 | Verachtung       | 14. Apr. 2011                | Hannu Salonen | Serkal Kus |
| Barbarotti erhält einen anonymen Brief, in dem die Ermordung einer gewissen Anna Palme angekündigt wird. Er versucht, die Frau zu warnen, kann aber die Bluttat nicht verhindern. Nach der schriftlichen Androhung eines zweiten Mordes wird Barbarotti aufgrund seiner persönlichen Verstrickung vom Dienst suspendiert. Hat jemand noch eine alte Rechnung mit ihm offen? |                  |                              |               |            |